# Onthophagus schaefferi
Onthophagus schaefferi là một loài bọ cánh cứng trong họ Bọ hung (Scarabaeidae).